# Heilige Theresia van Ávila
De Heilige Theresia van Ávila is een rooms-katholieke parochie die bestaat uit zes kerken in de regio Drechtsteden. Deze kerken zijn gevestigd in de Nederlandse plaatsen Dordrecht, Sliedrecht, Zwijndrecht, Papendrecht en Hendrik-Ido-Ambacht. Naamgeefster van de parochie is de Spaanse heilige Theresia van Ávila.
De parochie brengt zes keer per jaar het parochiemagazine Solo Dios uit.

## Kerkgebouwen
- Dordrecht; Heilige Antonius van Padua
- Dordrecht; De Verrezen Christus
- Papendrecht; De Onbevlekte Ontvangenis van Maria
- Sliedrecht; Onze Lieve Vrouw van Altijddurende Bijstand
- Zwijndrecht; Heilig Hart van Jezus
- Hendrik-Ido-Ambacht; Heilige Nicolaas

## Koren
De parochie telt in totaal twaalf zangkoren.  Deze koren zijn gelieerd aan een van de zes kerken van de parochie. Het Sint Sura-koor is een gelegenheidskoor dat enkel wordt ingezet bij rouw- en trouwplechtigheden.
| Koor                           | Gelieerd aan                                | Dirigent                              |
| ------------------------------ | ------------------------------------------- | ------------------------------------- |
| Cantate Domino                 | De Onbevlekte Ontvangenis van Maria         |                                       |
| Credo                          | Verrezen Christuskerk                       | Wim de Korver                         |
| Emmanuelkoor                   | Verrezen Christuskerk                       | Thérèse Hanssen                       |
| Jacobuskoor                    | Heilig Hart van Jezus                       |                                       |
| Jeugdkoor Santiago             | Heilig Hart van Jezus en Heilige Nicolaas   |                                       |
| Joined Experience              | Verrezen Christuskerk                       | Irene van Geel                        |
| Kinderkoor De Kerkuiltjes      | Verrezen Christuskerk                       | Rosanne van der Ven                   |
| Kordaat                        | Onze Lieve Vrouw van Altijddurende Bijstand |                                       |
| Laudate Dominum                | Heilige Antonius van Paudua                 | Irene van Geel en Margriet den Hartog |
| Nicolaaskoor                   | Heilige Nicolaas                            |                                       |
| Schola Cantorum Sint Gregorius | Heilige Antonius van Padua                  | Robert van Herk                       |
| Sint Sura Rouw- en Trouwkoor   |                                             | Irene van Geel                        |

## Sluiting kerkgebouwen
Op 6 januari 2025 kondigde de parochie aan dat twee van de zes kerkgebouwen worden afgestoten. De locatie in Papendrecht zal vanaf 2027 worden gesloten als gevolg van de hoge stookkosten en de teruggelopen bezoekersaantallen. De parochie voert een herbestemmingsonderzoek uit voor de locatie Zwijndrecht. Mocht daaruit blijken dat herbestemming niet mogelijk is, dan zal er een herbestemmingsonderzoek worden gestart voor de locatie Hendrik-Ido-Ambacht. De parochie is voornemens om een van deze twee locaties te sluiten vanaf 2030.

## Voormalige locaties

### Emmanuelkerk, Dordrecht
Eind 2014 is de bisschop van het Bisdom Rotterdam akkoord gegaan met de sluiting van de Emmanuelkerk aan de Oudendijk in Dordrecht. Op 1 juli 2015 was de sluiting een feit. Als reden voor het afstoten van dit gebouw gaf het parochiebestuur aan zich minder te willen focussen op gebouwen en meer op het pastoraal werk buiten de kerkgebouwen.

### Onze Lieve Vrouwe van Fatimakerk, Alblasserdam
Op 20 november 2016 werd de laatste viering gehouden in de Fatimakerk te Alblasserdam. Als reden voor de sluiting gaf de parochie het ontbreken van voldoende pastorale zorg. In 2023 werd bekend dat er nieuwbouwwoningen in het voormalige kerkgebouw worden gerealiseerd.